# Platysoma angustatum
Platysoma angustatum är en skalbaggsart som först beskrevs av Hoffmann 1803.  Platysoma angustatum ingår i släktet Platysoma och familjen stumpbaggar. Arten är reproducerande i Sverige. Inga underarter finns listade i Catalogue of Life.